# Chiesa del Santo Rosario (Indianapolis)
La chiesa del Santo Rosario è un edificio religioso di Indianapolis, Indiana negli Stati Uniti d'America, costruito tra il 1911 e il 1925.

## Storia
Prima del 1909, i cattolici italiani di Indianapolis si riunivano nella chiesa tedesca di Santa Maria dove venivano occasionalmente chiamati sacerdoti di lingua italiana per assistere gli immigrati e predicare nella loro lingua. Nel 1909 il vescovo Francis Silas Chatard autorizzò padre Marino Priori a organizzare una parrocchia per gli italiani. Priori pose le fondamenta dell'attuale Chiesa del Santo Rosario nel 1911 ma, a causa della mancanza di fondi, solo il seminterrato poté essere completato e aperto al culto. Solo nel 1924-25 i lavori poterono riprendere ed essere completati.
Gli architetti J. Edwin Kopf e Kenneth K. Woolling si ispirarono al modello in stile medievale della Chiesa di San Giorgio in Velabro a Roma. Usarono colonne e pilastri di pietra calcarea a delineare l'ingresso principale di un'unica navata quasi quadrata, che può ospitare 400 persone comodamente sedute.
Tra il 1959 e il 1966 l'interno della chiesa fu alterato e "modernizzato". Negli anni 2000 sono cominciati una serie di importanti interventi di restauro volti a riportare la chiesa alla sua struttura originaria.
La chiesa è tutt'oggi il centro della comunità cattolica italiana di Indianapolis. Fin dal 1934 si sono svolte feste nelle strade attorno alla chiesa. Dal 1984 questa tradizione è stata ripresa e ampliata a creare l'Italian Street Festival (Indianapolis) che ogni anno attrae migliaia di partecipanti.